# Avenida Juan Cisternas
La avenida Juan Cisternas, más conocida como avenida Cisternas, es una arteria vial de la comuna de La Serena, Chile, que transcurre de norte a sur desde el sector de Vista Hermosa hasta el sector de Tierras Blancas. Debe su nombre al único sobreviviente de la destrucción de La Serena, llamado Juan Cisternas.

## Historia
La avenida fue construida a inicios del siglo XX, en honor al único sobreviviente de la destrucción de la ciudad en el siglo XVII.
El 12 de junio de 2014 comenzó la construcción del Eje Cisternas, que conforma las avenidas Juan Cisternas y Gabriel González Videla, que contemplaba reparaciones de pavimento, construcción de estaciones de autobús, mantención de estaciones de servicio Copec, reparaciones de semáforos, una extensa ciclovía entre el Parque Coll hasta la futura prolongación de Avenida Las Torres, una avenida/autopista con doble calzada, que inicia en el sector de Tierras Blancas, donde la avenida se convierte en autopista, denominada Ruta del Limarí, una autopista de peaje que inicia en el límite comunal con Coquimbo y termina en Ovalle.
Se mantiene en construcción una nueva ciclovía en esta avenida, entre el Parque Coll, y el sector de Coquimbo Nororiente, el paso superior avenida Eduardo Frei Montalva, el parque Culebrón y el paso inferior La Cantera, que junta la salida a las comunas de Ovalle y Coquimbo.